# Station Kopalina
Station Kopalina is een spoorwegstation in de Poolse plaats Kopalina.